# 関電工
株式会社関電工（かんでんこう、英: KANDENKO CO.,LTD.）は、関東地方を中心に、電気設備工事、リニューアル工事、空調・給排水設備工事、電力工事、エネルギー工事、通信工事を手がける総合設備企業である。本社を東京都港区芝浦に置く。
もとは東京電力系の企業として設立され、今でもつながりが深い。

## 概要
もともと関東電気工事という社名の略称であったが、1984年に関電工を正式社名とした。そのため略称は特に定めていないが、「関電」は関西電力と紛らわしいため「関工」という略称が使われる傾向にある。
作業車などに使われているコーポレートカラーは白地に幅広の青色と細いオレンジ色の斜線である。

## 沿革
- 1944年（昭和19年）- 関東配電出資の元、現在の関工商事を含む7社が統合し、関東電気工事株式会社を設立。8支社（現在の支店）を設置し、営業開始。
- 1948年（昭和23年）- 多摩支社（現・支店）設置。
- 1949年（昭和24年）- 建設大臣登録（イ）第250号を取得。
- 1959年（昭和34年）- 大阪支社（現・関西支店）設置。
- 1960年（昭和35年）- 本社を東京都文京区湯島四丁目1番18号（旧・本郷区役所所在地）に移転。
- 1961年（昭和36年）
  - 應用電気（現・関工商事）を子会社化。
  - 東京証券取引所市場第2部に上場。
- 1962年（昭和37年）- 関東石材工業（現・ケイリース）を設立。
- 1970年（昭和45年）
  - 札幌支社（現・北海道支店）、仙台支社（現・東北支店）・信越支社（現・長野支店）・東京支社（現在は支店）を設置。
  - 土木工事・空調管工事の営業開始。
  - 東京証券取引所市場第1部に指定。
- 1971年（昭和46年）- 第一企業（現・関工パワーテクノ）を子会社化。
- 1973年（昭和48年）- 茨城県牛久市に総合教育センター（現・人材育成センター）を設置。
- 1974年（昭和49年）- 建設業法改正により、建設大臣許可（特-49）第3885号を取得。
- 1976年（昭和51年）- 建設大臣許可（般-51）第3885号を取得。
- 1978年（昭和53年）- 香港支社（現在は事務所）を設置。
- 1979年（昭和54年）- 原子力関連工事の営業開始。
- 1981年（昭和56年）- シンガポール事務所（現在は支社）を設置。
- 1984年（昭和59年）- 株式会社関電工に商号変更。関工不動産管理を設立。
- 1985年（昭和60年）- 東京工事警備を子会社化。
- 1987年（昭和62年）- 関工メンテナンスサービス（現・関工ファシリティーズ）を設立。
- 1988年（昭和63年）- 本社を現在地に移転。
- 1990年（平成2年）- 名古屋支社（現在は支店）を設置。
- 1991年（平成3年）- 九州支社（現在は支店）を設置。
- 1993年（平成5年）- つくば技術研究所を設置。
- 1994年（平成6年）- ベイテクノを設立。
- 1995年（平成7年）- 新潟支社を設置。
- 1997年（平成9年）
  - 中央支店・福島支社設置。
  - 翌年にかけて東京都以外の関東地方の現業部門の一部を各県ごとに分社化（○○ケイテクノを設立。○○には県名が入る）。
- 2000年（平成12年）- ネットセーブを設立
- 2001年（平成13年）
  - 台湾事務所を設置。
  - 宅地建物取引業法により、宅地建物取引業者免許を取得。
- 2003年（平成15年）- 阪急電気工事（現・阪電工）を子会社化。
- 2004年（平成16年）- TLCを子会社化。
- 2007年（平成19年）- 一部の子会社を事業ごとに統廃合。
- 2008年（平成20年）
  - 川崎設備工業を連結子会社化。
  - 名古屋証券取引所市場第二部上場。
- 2012年（平成24年）- 銚子風力開発株式会社に資本参加。
- 2013年（平成25年）- 嘉麻太陽光発電株式会社を設立。
- 2014年（平成26年）- 地域本部制を導入。
- 2015年（平成27年）
  - 福島本部を設置。
  - 関工不動産管理およびケイリースを合併し、株式会社ケイアセットマネジメントに商号変更。
  - 株式会社東京ロードテクノを設立。
- 2016年（平成28年）
  - 2021年満期ユーロ円建取得条項付転換社債型新株予約権付社債を発行。
  - 株式会社神奈川パワーテクノ、株式会社埼玉パワーテクノを設立。
  - 送配電工事会社である佐藤建設工業を子会社化

## 子会社
- 川崎設備工業 - 空調衛生工事業
- 佐藤建設工業 - 送配電工事
- 株式会社ケイアセットマネジメント - 不動産業・総合リース業。2015年に関工不動産管理とケイリースが合併し、発足。
- 関工商事 - 商社
- 関工パワーテクノ - 配電線工事を中心とした電気工事業・人材派遣業
- 関工ファシリティーズ - ビルメンテナンス業
- 阪電工 - 大阪地盤の総合設備工事会社。元・阪急電鉄系。
- ベイテクノ - 設計・積算業
- 東京工事警備 - 警備業
- 神奈川ケイテクノ - 神奈川県内の電気工事を行う地域子会社。
- 埼玉ケイテクノ- 埼玉県内の電気工事を行う地域子会社。
- 千葉ケイテクノ- 千葉県内の電気工事を行う地域子会社。
- 群馬ケイテクノ- 群馬県内の電気工事を行う地域子会社。
- 栃木ケイテクノ- 栃木県内の電気工事を行う地域子会社。
- 茨城ケイテクノ- 茨城県内の電気工事を行う地域子会社。
- 山梨ケイテクノ- 山梨県内の電気工事を行う地域子会社。
- 静岡ケイテクノ- 静岡県内の電気工事を行う地域子会社。
- TLC - 送電線の建設・保守を行う会社
- ネットセーブ - CATV・電気通信設備施設の保守・コールセンター・ネットワーク監視、人材派遣。過去の関係会社に株式会社オプトコムがある。
- ネクストキャディックス - ソフトウェア開発、ITコンサルティング、技術者派遣、書籍出版。

## 提供番組
- ケーブルテレビ夏・秋の高校野球中継&ダイジェスト（東・西東京大会。J:COM〈東京都内〉、ケーブルテレビ品川、東京ケーブルネットワーク、東京ベイネットワーク、イッツコム、多摩ケーブルネットワーク、多摩テレビ）

過去
- プロ野球ニュース→すぽると!（フジテレビ、番組後半・関東ローカルスポンサー）
- JNNニュースの森→イブニング・ファイブ（TBS、同上）
- J-SPO→S☆1（TBS、同上）
- スーパーJチャンネル（テレビ朝日、同上）

など